# Conexión Ganadera
Conexión Ganadera es una empresa uruguaya fundada en 1999 por Gustavo Basso y Pablo Carrasco.La empresa se dedicaba a los portfolios ganaderos, también conocidos como capitalización ganadera, donde un ahorrista invierte capital para el desarrollo de diversas actividades vinculadas al ganado (como cría, engorde, pool de ganado), y obtiene a cambio una rentabilidad financiera. En 2025, se descubrió que la empresa era un esquema Ponzi y que pudo haber estado ligada a maniobras de estafa, apropiación indebida, y asociación para delinquir. Se trata de la peor estafa en la historia de Uruguay con 4200 ahorristas afectados que perdieron 405 millones de dólares.
La empresa alcanzó notoriedad pública en 2025, a partir de denuncias por parte de los inversionistas de que no se habían pagado las rentas correspondientes a noviembre y diciembre de 2024. Antes de esa fecha, empresas dedicadas a actividades similares, República Ganadera y el Grupo Larrarte, habían mostrado signos de debilidad financiera. Esto ocasionó que quienes tenían bonos con Conexión Ganadera acudieran a cancelar sus contratos, para lo cual la empresa no tenía capacidad.Se estima que los damnificados por las operaciones de estas tres empresas podrían alcanzar a las 7.000 personas, con unas 4.000 personas afectadas por Conexión Ganadera específicamente.
El presidente de la Bolsa de Valores de Montevideo, Ángel Urraburu, manifestó que la situación actual con los fondos ganaderos en Uruguay es «asimilable a la crisis bancaria de 2002».El Banco Central del Uruguay advirtió en un comunicado que, por el tipo de contrato entre los inversores y la empresa, no se trataba de una actividad que cayera bajo su órbita regulatoria.A esto se le suma la opinión de diversos especialistas que señalan la existencia de maniobras para eludir los controles del BCU.
El 4 de febrero de 2025, la Justicia dispuso la intervención de la empresa como medida para proteger los activos.Abogados de diferentes inversionistas presentaron una denuncia penal contra Pablo Carrasco por estafa y apropiación indebida.Otros abogados solicitaron el embargo de los bienes de la familia Basso, debido a que se encontraron evidencias de que las esposas de ambos participaron en maniobras de evasión. El 11 de febrero, el fiscal de la causa pidió el cierre de fronteras para Pablo Carrasco, sus familiares, y familiares de Gustavo Basso.
Entre los damnificados, se encuentran integrantes de la Iglesia Católica y la diócesis de Canelones, y un conductor de Radio Sarandí.También hay personas que invirtieron su jubilación, ahorros, herencias o efectivo resultado de negocios.Ricardo Gil Iribarne, experto en lavado de activos, señaló que existe la posibilidad de que se lavaran activos provenientes de maniobras ilegales a través de Conexión Ganadera. El 31 de marzo de 2025 el juez decretò la disolución de la empresa

## Historia
La empresa fue fundada en 1999 por Gustavo Basso y Pablo Carrasco. Gustavo Basso era el socio con conocimiento del negocio de la ganadería y dueño del Frigorífico Barmidal, entre otros negocios ganaderos. Carrasco y Basso compartían también una marca de carne, Stradivarius, que forma parte del patrimonio de Conexión Ganadera.Pablo Carrasco era quien además se encargaba de dar charlas y comunicar públicamente sobre la empresa.Pablo Carrasco, junto con su esposa Ana Iewdiukow, tenían también un emprendimiento llamado Hernandarias XIII. Según declaraciones de Iewdiukow, entre Conexión Ganadera y Hernandarias explotaban más de 100.000 hectáreas de campo.
La empresa publicitaba sus servicios en diferentes medios para conseguir inversores, por lo que se trataba de una captación pública de dinero.Por esta razón, el Banco Central les había llamado la atención.

### Fallecimiento de Basso
El 28 de noviembre de 2024, Gustavo Basso falleció en un accidente automovilístico con su auto Tesla en la ruta 5, al chocar contra una máquina vial que se encontraba arreglando la ruta.Durante ese mismo mes, Conexión Ganadera se encontraba en conversaciones con República Ganadera para anexarla como negocio debido a las dificultades financieras que enfrentaba. Tras la muerte de Basso, las negociaciones se detuvieron y República Ganadera debió presentarse a un concurso voluntario de acreedores por problemas financieros.A pocos días del fallecimiento de Basso, Conexión Ganadera declaró un déficit patrimonial de USD 250 millonesy el socio Pablo Carrasco llamó a una auditoría externa para analizar la situación financiera de la empresa, para presentarla en el 2025.
La Fiscalía de Florida, a cargo de la investigación por el siniestro, solicitó a Tesla información del auto que pueda determinar el contexto en el que sucedió el accidente. Inicialmente, la hipótesis era que Gustavo Basso se despistó e impactó contra la máquina vial, muriendo en el acto.Sin embargo, a raíz de la situación con Conexión Ganadera, se comenzó a especular sobre la posibilidad de que se haya tratado de un suicidio. Finalmente, tras una investigación realizada por el fiscal Hermes Antúnez, se determinó que Basso murió sin intervención de terceros y como consecuencia de «una acción no accidental del conductor».

### Auditoría externa
A partir del fallecimiento de Basso y el incumplimiento de los pagos de las rentas correspondientes a noviembre y diciembre, se inició una auditoría externa.En enero de 2025, se dieron a conocer los resultados de la auditoría externa. Ricardo Giovio, el contador a cargo del proceso, calificó al negocio como un esquema Ponzi.En la auditoría, el contador encontró un déficit patrimonial de aproximadamente USD 250 millones. Entre los activos, se cuentan frigoríficos, campos, ganado y deudas.
Sin embargo, existen dudas entre los inversores respecto del estado y situación del ganado declarado por la empresa.Representantes de algunos damnificados descubrieron que el ganado no está registrado a nombre de los inversores en Dicose, un registro único para ganado que se tramita en el Ministerio de Ganadería, Agricultura y Pesca.
A esto se le suman tres frigoríficos que tienen deudas con Conexión Ganadera. De esos tres, el Frigorífico Barmidal, que tiene una deuda de USD 15 millones, es a su vez propiedad del fallecido Gustavo Basso.

### Descubrimiento de cuentas en el exterior
A medida que avanzan las investigaciones, los abogados de los damnificados descubrieron que la empresa tenía cuentas en el exterior, en Panamá y Estados Unidos, a nombre de Pablo Carrasco y su esposa, Ana Teresa Iewdiukow Artagaveytia, y de Rubén Gustavo Basso Pallares y su esposa, Daniela Cabral Bilhere.

### Otras investigaciones
Como parte de las medidas de investigación por parte de los abogados, se encontró que Gustavo Basso explotaba casi 400 hectáreas otorgadas por el Instituto Nacional de Colonización.También, se descubrió que había contratos con la firma de Basso después de su muerte.
En mayo de 2024, Basso y Carrasco transfirieron a sus esposas 20 cuotas sociales de Conexión Ganadera. Para evitar el artículo 1675 del Código Civil de Uruguay, que prohíbe la compraventa entre cónyuges, Basso le cedió sus cuotas a Ana Iewdiukow, y Carrasco a Daniela Cabral, respectivamente.La maniobra las hace responsables civil y penalmente, en caso de que la Justicia determine que se cometieron irregularidades.

### Causa judicial
La investigación de la causa se encuentra en la Fiscalía de Lavado de Activos. Originalmente, el caso había quedado a cargo de otra oficina, pero el fiscal solicitó abstenerse por conflicto de interés, ya que uno de los integrantes del equipo de la fiscalía, pertenece a una familia damnificada por las acciones de Conexión Ganadera.
El fiscal de la causa, Enrique Rodríguez, describió que "nunca había visto algo así" en una causa judicial. El fiscal envió exhortos a países de Europa y América Latina para comprender las diferentes conexiones de las empresas y los principales inversores.

## Consecuencias
En la segunda semana de febrero de 2025, el Frigorífico Casa Blanca de Paysandú anunció que enviaría a 450 trabajadores al seguro de paro. El Frigorífico Casa Blanca tenía una deuda de 27,7 millones de dólares con Conexión Ganadera. El argumento de la empresa es que los productores ganaderos perdieron la confianza en la empresa y dejaron de enviar ganado.